# Park Rozenburg
Park Rozenburg is een stadspark in de Rotterdamse wijk Kralingen. Een andere benaming is het Rozenburgpark. Het wandelgebied is drie hectare groot en ligt tussen de Oudedijk en de Kralingse Plaslaan in het oosten van Rotterdam. Het park met omringend villawijkje heeft de status van 'beschermd stadsgezicht'.

## Geschiedenis
Park Rozenburg dankt zijn naam aan Villa Rozenburg, een woonhuis aan de Oudedijk, waarvan het perceel zich uitstrekte tot aan de Kralingse Plas. In 1895 kwam deze villa in het bezit van de gemeente Rotterdam.
In 1911 besloot de gemeenteraad van Rotterdam tot de aanleg van een villawijk en de aanleg van een park op het terrein van het voormalige buiten. Van 1895 tot 1900 liep hier het Rozenburgerpad, voor die tijd bekend als de Vriendenlaan. In het park lag tot 1950 de Rozenburgbrug over het water van de vijver, waarover vele jaren een treurwilg hing, die begin 2003 is bezweken. Omstreeks de jaren 1980 werd er een bescheiden fontein geïnstalleerd.

## Omringende straten
RozenburglaanGenoemd naar de oude buitenplaats. Hieraan staat de Kralingse School, een basisschool met een speelplaats grenzend aan het park, die in 2012 haar 100-jarig jubileum vierde. In deze laan stonden berken.
VredehofwegGenoemd naar de voormalige buitenplaats Vredehof, die van de Oudedijk tot aan de Noordplas liep. Op de plaats van het oude buitenhuis werd in 1882/83 de villa Vredehof gebouwd. In dit gebouw was van 1898 tot 1930 het Oude Vrouwenhuis gevestigd. Het terrein werd in 1911 door de gemeente Rotterdam aangekocht. Nabij de Kortekade staat aan deze weg een basisschool van de Vrije School; hier werden in 2005 jonge kastanjes geplant. Aan de andere kant van de Oudedijk ligt de Vredehofstraat, van 1875 tot 1895 Keerweerstraat geheten.
OranjelaanGenoemd naar het Huis Oranje-Nassau.
MecklenburglaanGenoemd naar het voormalig hertogdom Mecklenburg in Duitsland waar prins Hendrik van Mecklenburg-Schwerin werd geboren. Het Mecklenburgplein is een bloemperk halverwege de straat met een zichtlijn door het park naar de Kralingse Plas. Een naamloos plein nabij de Oranjelaan is het adres van het Libanon Lyceum aan de Mecklenburglaan. Op dit plein viert de Kralingse jeugd Koningsdag.
DillenburglaanGenoemd naar Dillenburg in Duitsland, een stad in het voormalige graafschap Nassau, de geboorteplaats van Willem van Oranje. Deze straat is nog geen 30 m lang, het hoogste huisnummer is 2. Sinds 1900 is er ook een Dillenburgstraat op Zuid.
MerulawegGenoemd naar het voormalige huis Merula dat eertijds op de hoek van deze weg en de Oudeijk stond. Het werd bewoond door de gemeenteontvanger van Rotterdam, Pieter Lamaison van Heenvliet (1857-1941), die het huis had vernoemd naar Angelus Merula, pastoor van Heenvliet, die in 1557 wegens ketterij was veroordeeld tot de brandstapel.
Waldeck-PyrmontlaanGenoemd naar het voormalig vorstendom Waldeck-Pyrmont in Duitsland, waar Koningin-Regentes Emma is geboren.
Voor 14 mei 1940 liep er ook een Rozenburgstraat tussen de Lusthofstraat en de Oudedijk.